# Anax indicus
Anax indicus е вид водно конче от семейство Aeshnidae. Видът е незастрашен от изчезване.

## Разпространение
Разпространен е в Индия, Непал, Пакистан, Тайланд и Шри Ланка.